# Metrika
Métrika je v matematiki posplošitev pojma razdalje. Metrika podaja oddaljenost med elementi dane množice. Množici, v kateri obstaja metrika, v matematični topologiji rečemo metrični prostor.

## Definicija metrike
Metrika je preslikava, ki poljubnemu paru elementov x,y iz dane množice priredi realno število d(x,y) z naslednjimi lastnostmi:
1. d(x, y) ≥ 0     (nenegativnost)
2. d(x, y) = 0, če in samo če x = y
3. d(x, y) = d(y, x)      (simetričnost)
4. d(x, z) ≤ d(x, y) + d(y, z)      (trikotniška neenakost)

## Primeri metrik

### Evklidska metrika
Običajna razdalja v evklidski geometriji je metrika. Imenujemo jo evklidska metrika, oziroma evklidska razdalja. V {\displaystyle n} -razsežnem evklidskem prostoru izračunamo razdaljo med točkama 
A(a1,a2,...,an) in B(b1,b2,...,bn) po formuli:
{\displaystyle d(A,B)={\sqrt {(a_{1}-b_{1})^{2}+(a_{2}-b_{2})^{2}+\cdots +(a_{n}-b_{n})^{2}}}\!\,.}

### k-ta metrika
Če v zgornji formuli nadomestimo kvadriranje s k-to potenco in kvadratni koren s k-tim korenom, dobimo k-to metriko:
{\displaystyle d_{k}(A,B)={\sqrt[{k}]{|a_{1}-b_{1}|^{k}+|a_{2}-b_{2}|^{k}+\cdots +|a_{n}-b_{n}|^{k}}}\!\,.}
Ta metrika izhaja iz k-te norme v vektorskem prostoru.

### Diskretna metrika
Najpreprostejša (vendar ravno zato najmanj uporabna) je diskretna metrika:
- d(x,y) = 0, če je x = y
- d(x,y) = 1 v vseh ostalih primerih